# 7352 Hypsenor
7352 Hypsenor este o planetă minoră (asteroid), cu un diametru de 47,731 km, din Asteroid troian al lui Jupiter. A fost descoperită pe 4 februarie 1994 la Kushiro de Seiji Ueda⁠(d) și a fost numită după Hypsenor⁠(d). 
Obiectul prezintă o orbită caracterizată de o semiaxă mare de 5,132398 UAi, o excentricitate de 0,04, o înclinație de 8,18156 ° în raport cu ecliptica.